# 可测空间
可测空间（英語：measurable space）是测度论的基本概念，由一个集合和基于这个集合定义的σ代数构成。
可测空间与测度空间的区别在于，测度空间包含了定義在σ代数上的测度，而可测空间不包含测度。

## 正式定义
定義 — 若 {\displaystyle \Sigma _{X}} 是集合 {\displaystyle X} 的σ代數，則有序对 {\displaystyle (X,\,\Sigma _{X})} 被稱為可测空间。

## 例子
对集合
{\displaystyle X=\{1,2,3\},}
取
{\displaystyle {\mathcal {A}}=\{\emptyset ,\{1,2,3\}\}.}
则{\displaystyle (X,{\mathcal {A}})}为一个可测空间。